# Parnassia alpicola
Parnassia alpicola är en benvedsväxtart som beskrevs av Tomitaro Makino. Parnassia alpicola ingår i släktet Parnassia och familjen Celastraceae. Inga underarter finns listade.